# Верјажа
Верјажа (рус. Веряжа) река је на северозападу европског дела Руске Федерације. Протиче преко територије Новгородског рејона на северу Новгородске области и западна је притока језера Иљмењ, те део басена реке Волхов и Балтичког мора.
Река Верјажа свој ток почиње у централним деловима мочварног подручја Долговски мох, у језеру Вјажицко. Тече у смеру југа преко Прииљмењске низије као типична равничарска река изразито спорог тока (брзина тока у просеку је око 0,1 м/с). Укупна дужина водотока је 51 километар, док је површина сливног подручја 410 km².
Њено корито се нагло шири у доњем делу тока и достиже до 50 метара, а дубине на истом подручју досезају до 2 метра. Максималан водостај је у пролеће и последица је топљења снега, и у том периоду дуж њеног корита честе су поплаве. Обале су целом дужином тока доста ниске и замочварене. Најважније притоке су Верјажка, Њогоша и Соковаја.
На њеним обалама леже варошица Панковка, те Клопски и Николо-Вјажишчки манастир.